# Diocèse de Lydda
Le diocèse de Lydda, ou diocèse de Lydda et de Ramla, également appelé diocèse de Saint Georges, était un diocèse du royaume latin médiéval de Jérusalem.

## Histoire

### Antiquité
Au début de l'ère chrétienne, Lydda était une ville juive prospère située à l'intersection des routes Nord-Sud et de l'Égypte vers Babylone. Selon la Bible, Lydda fut fondée par Semed, de la tribu de Benjamin. Certains de ses habitants furent emmenés en exil à Babylone, d'autres revinrent, mais au milieu du IIe siècle, le roi de Syrie la céda aux Maccabées, qui en conservèrent le contrôle jusqu'à l'arrivée du conquérant romain Pompéi en Judée. Flavius Josèphe confirme que Jules César la céda aux Hébreux en 48 avant J.-C., mais Cassius vendit la population en 44 av. J.-C., et Marc Antoine la libéra deux ans plus tard. La ville connut des guerres civiles romaines et des révoltes hébraïques au Ier siècle. Elle fut officiellement rebaptisée Diospolis, mais resta connue sous le nom de Lod ou Lydda.
Les chrétiens s'y établirent après que saint Pierre y eut prêché et guéri le paralytique Énée. Une église fut construite lors de la visite de saint Pierre dans la ville entre 31 et 36 après J.-C.. En 120 après J.-C., la plupart des habitants étaient chrétiens. Le siège épiscopal fut établi par le premier empereur byzantin Constantin le Grand, comme suffragant de l'archidiocèse de Césarée en Palestine, sous l'autorité du patriarcat originel de Jérusalem. En décembre 415, le concile de Diospolis se tint dans l'évêché pour juger le moine britannique Pélage. Celui-ci fut acquitté, mais son hérésie pélagianisme fut condamnée. Le plus ancien évêque historiquement connu est Aëtius, un ami d'Arius.
La ville fut rebaptisée Georgiopolis en hommage au martyr local saint Georges, patron de l'Angleterre, né à Lod et enterré sur le site de la basilique de Georgius, mentionnée pour la première fois vers 530 par le pèlerin Théodose, mais qui souffrit gravement des incursions perses païennes à la frontière et disparut avec l'arrivée des musulmans.

### Moyen Âge
En 1099, après la réussite de la première croisade, Lydda et la ville voisine de Ramla furent attribuées à Robert, un Normand nommé d'après son diocèse natal de Rouen, où les conquérants vikings ne sont christianisés que depuis quelques générations. Cela créa brièvement le diocèse catholique romain de Lydda et Ramla. Les Croisés s'emparèrent de Ramla sans combat le 3 juin 1099, car la garnison musulmane avait quitté la ville avant leur arrivée,. Située au croisement de deux routes, Ramla était une forteresse d'importance stratégique. La Lydda voisine était le sanctuaire le plus important du saint guerrier, saint Georges. Les croisés tinrent une assemblée et décidèrent d'y établir un évêché.
Robert fut installé comme prince-évêque de facto, exerçant un pouvoir féodal temporel ainsi qu'une juridiction religieuse, et obligé de fournir un contingent de cavalerie au royaume latin de Jérusalem. Mais en 1110, la juridiction civile sur Ramla fut scindée en une seigneurie distincte, attribuée à Baudouin.
L'église Saint-Georges fut incendiée par les musulmans en 1099, mais reconstruite plus grande et déplacée vers le nord-est au XIIe siècle par les Croisés en tant que cathédrale latine, mais à nouveau détruite par les Sarrasins en 1191, dans la lutte contre Richard Cœur de Lion, pour qui le saint patron de la chevalerie et de l'Angleterre étant d'une grande importance.
Avec la chute des États latins d'Orient, Lydda devint un siège titulaire ou, comme cela était appelé à l'époque « in partibus infidelium ».

## Liste des évêques grecs
- Zenas (en)
- Aëtius, un proche d'Arius (fl. 325 - mort avant 335)
- Dionysius (fl. 381 - mort avant 415)
- Photinus (fl. 449-451
- Apollonius (fl. 518 )
- Eustatius

## Liste des évêques
- Robert de Rouen (c. 1099)
- Roger (fl. 1112 - 1147)
- Constantin (fl. 1154–1160)
- Rainier (fl. 1164 - mort en 1169)
- Bernard (c. 1168–1190), décédé en 1190 lors du siège de Saint-Jean-d'Acre
- anonyme qui rencontre le roi Richard Cœur de Lion en 1192.
- Isias, évêque grec orthodoxe (fl. 1202)
- Pélage (? - 27 mai 1227), devient évêque de Salamanque
- Raoul Ier (mentionné en 1232)
- Raoul II (fl. 1238-1244)
- Arnaldus (fl. 1250–1253)
- Guillaume (? - 8 mai 1263), devient évêque d'Agen
- Jean (avant 1267 - après 1271)
- Geoffroy (fl. 1286), franciscain.